# Paratettix rotundatus
Paratettix rotundatus är en insektsart som beskrevs av Hancock, J.L. 1915. Paratettix rotundatus ingår i släktet Paratettix och familjen torngräshoppor. Inga underarter finns listade i Catalogue of Life.